# جورج هنري هورن
جورج هنري هورن (بالإنجليزية: George Henry Horn)‏ هو عالم حيوانات وعالم حشرات أمريكي، ولد في 7 أبريل 1840 في فيلادلفيا في الولايات المتحدة، وتوفي في 24 نوفمبر 1897 في Beesley's Point, New Jersey ‏ في الولايات المتحدة.